# 2002年—2007年蜘蛛侠系列电影荣誉列表
2002年－2007年蜘蛛侠系列电影荣誉列表收录這一期間內索尼影业出品的蜘蛛侠系列电影三部曲所获得的各类奖项的得奖以及提名情况。2002到2007年蜘蛛侠系列电影，也被称为山姆·雷米三部曲或托比·马奎尔三部曲，是一个超级英雄电影系列。这个系列包括三部以蜘蛛侠为主要角色的电影：《蜘蛛侠》（2002年上映），《蜘蛛侠2》（2004年上映）和《蜘蛛侠3》（2007年上映），由同一位导演执导并由同一批主要演员出演。该系列改编自漫威漫画公司旗下同名虚构人物的系列漫画，所有3部电影都由山姆·雷米执导，哥伦比亚影业公司发行。在这一系列电影中，由托比·马奎尔扮演主人公蜘蛛侠彼得·帕克，克里斯汀·邓斯特扮演他的恋人玛莉·珍·华生，而詹姆斯·弗兰科则出演蜘蛛侠的友敌哈里·奥斯本。在整个系列中登场的蜘蛛侠反派角色包括绿魔（威廉·达福饰演）、章鱼博士（阿尔弗雷德·莫里纳饰演）、沙人（托马斯·哈登·丘奇饰演）和毒液（托弗·格雷斯饰演）等。其他出现在这个系列的角色有贝蒂·布兰特（伊丽莎白·班克斯饰演）、J·乔纳·詹姆森（J·K·西蒙斯饰演）以及格温·斯坦西（布莱斯·达拉斯·霍华德饰演）。
这一系列每一部蜘蛛侠电影都取得了财务上的成功，并获得了票房大片的地位。每部电影都是各自上映年度的票房季军。2002年，仅《指环王：双塔奇兵》和《哈利·波特与密室》票房高于《蜘蛛侠》。2004年，《怪物史莱克2》和《哈利·波特与阿兹卡班囚徒》的票房超过了《蜘蛛侠2》，而到了2007年，《加勒比海盗：世界尽头》和《哈利·波特与凤凰社》超过了《蜘蛛侠3》。《蜘蛛侠3》的票房总收入接近9亿美元，是该系列票房收入最高的电影，也是全球票房收入第31高的电影。前两部影片的票房总数全球排名分别为第41位和第48位。该系列电影的票房总收入约为25亿美元。
总体来说，评论界对该系列电影给予了积极的评价。系列首部电影得到了来自媒体的大部分正面评价，在评论聚合网站烂番茄的192个评论中得到了89%的支持率，平均评级达7.6分（满分10分）。第二部表现得到了更好的评价，在烂番茄获得了93%的支持率，平均评级为8.2。在241个评论中，烂番茄网站对《蜘蛛侠3》表现出63%的影片新鲜度支持率以及6.2的平均评级。此外，系列第三部在Metacritic上有59%的好评度。《蜘蛛侠2》更是被IGN和《时代》杂志评为史上第三佳超级英雄电影。
雷米执导的《蜘蛛侠》系列电影赢得了各种奖项，包含五项奥斯卡奖提名，《蜘蛛侠》有两项；《蜘蛛侠2》则有三项，其中的最佳视觉效果奖最终获奖。该系列作品获得了MTV影视大奖10项提名中的2项，土星奖13项提名中的5项。这些电影另外分别获得了1项安妮奖、5项英国电影学院奖、2项格莱美奖、7项青少年选择奖和10项卫星奖的提名。其他的荣誉还包括视觉效果协会奖，系列电影在该奖中获得了10项提名和3项获奖；以及金牛座世界特技奖，系列电影共获得了3项提名。美国电影学会还将《蜘蛛侠2》评为2004年最佳电影之一。

## 《蜘蛛侠》（2002年）

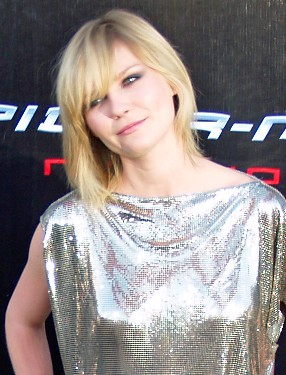
凭借在《蜘蛛侠》中的玛莉·珍·华生一角，克里斯汀·邓斯特获得了帝国奖和两项MTV影视大奖。

该系列的第一部电影《蜘蛛侠》于2002年5月3日在美国上映。影片讲述纽约一名普通高中生彼得·帕克（托比·马奎尔饰演）在发现自己展现出类似蜘蛛的超能力后，以“蜘蛛侠”的身份在纽约打击犯罪的故事。在这部电影中，他与哈利·奥斯本（詹姆斯·弗兰科饰）和玛丽·珍·华生（克尔斯汀·邓斯特饰）建立了深刻友谊。《蜘蛛侠》因忠实于原著漫画系列而受到好评，并被评论认为是一部令人愉快的电影。《华尔街日报》的乔·摩根斯坦认为，就电影类型而言，这部电影“非常棒”。该片在2002年上映时以1.148亿美元的票房收入位居票房榜榜首。到上映结束时，该片的票房收入已超过8.2亿美元。
该片的视觉效果和音效获得了包括奥斯卡奖在内的多个奖项委员会的提名。丹尼·叶夫曼为本片的配乐，为他赢得了BMI影视奖的荣誉。由查德·克罗格演唱的电影主题曲《Hero》获得了美国广播影评人协会和第45届格莱美奖的提名。克里斯汀·邓斯特在剧中扮演一名志在成为女演员的餐馆服务员。她的表演为其赢得了帝国奖和2003年MTV影视大奖的荣誉。她还和马奎尔一同获得了由后者亲自上台颁发的最佳接吻奖，而马奎尔在同一大奖上另外获得了最佳男演员提名。金预告片奖提名了本片预告片四个奖项，而此片出色的视觉特效工程为其赢得了一个世界特技大奖的提名。
| 奖项               | 获奖日期       | 类别                                 | 获提名作品、团队或者个人                                            | 结果 |
| ------------------ | -------------- | ------------------------------------ | ------------------------------------------------------------------- | ---- |
| 奥斯卡奖           | 2003年3月23日  | 最佳音响效果                         | 凯文·奥康奈尔、格雷格·拉塞尔和埃德·诺维克                           | 提名 |
| 奥斯卡奖           | 2003年3月23日  | 最佳视觉效果                         | 约翰·迪克斯特拉、斯科特·斯托克迪克、约翰·弗雷泽和安东尼·拉莫里纳拉  | 提名 |
| BMI影视奖          | 2003年5月14日  | BMI电影音乐奖                        | 丹尼·葉夫曼                                                         | 獲獎 |
| 英国电影学院奖     | 2003年2月23日  | 特殊视觉效果最佳成就                 | 约翰·迪克斯特拉、斯科特·斯托克迪克、约翰·弗雷泽和安东尼·拉莫里纳拉  | 提名 |
| 广播影评人协会奖   | 2003年1月17日  | 最佳歌曲                             | 查德·克罗格（《Hero》）                                             | 提名 |
| 帝國獎             | 2003年2月5日   | 最佳女主角                           | 克里斯汀·邓斯特                                                     | 獲獎 |
| 金预告片奖         | 2002年3月14日  | 最佳动作                             | 《蜘蛛侠》                                                          | 提名 |
| 金预告片奖         | 2002年3月14日  | 最佳音乐                             | 《蜘蛛侠》                                                          | 提名 |
| 金预告片奖         | 2002年3月14日  | 最佳表现                             | 《蜘蛛侠》                                                          | 提名 |
| 金预告片奖         | 2002年3月14日  | 最佳画外音                           | 《蜘蛛侠》                                                          | 獲獎 |
| 葛萊美獎           | 2003年2月23日  | 最佳电影、电视及影视媒体乐团专辑     | 丹尼·叶夫曼                                                         | 提名 |
| 葛萊美獎           | 2003年2月23日  | 最佳电影、电视或其他视觉媒体创作歌曲 | 查德·克罗格（《Hero》）                                             | 提名 |
| 雨果奖             | 2003年8月30日  | 最佳戏剧表演——长篇                   | 《蜘蛛侠》                                                          | 提名 |
| MTV影視大獎        | 2003年5月31日  | 最佳女演员                           | 克里斯汀·邓斯特                                                     | 獲獎 |
| MTV影視大獎        | 2003年5月31日  | 最佳接吻                             | 克里斯汀·邓斯特和托比·马奎尔                                        | 獲獎 |
| MTV影視大獎        | 2003年5月31日  | 最佳男演员                           | 托比·马奎尔                                                         | 提名 |
| MTV影視大獎        | 2003年5月31日  | 最佳电影                             | 《蜘蛛侠》                                                          | 提名 |
| MTV影視大獎        | 2003年5月31日  | 最佳反派                             | 威廉·达福                                                           | 提名 |
| 人民选择奖         | 2003年1月12日  | 最受欢迎电影                         | 《蜘蛛侠》                                                          | 提名 |
| 卫星奖             | 2003年1月12日  | 最佳电影剪辑                         | 埃里克·祖姆布伦南                                                   | 提名 |
| 卫星奖             | 2003年1月12日  | 最佳视觉效果                         | 约翰·迪克斯特拉                                                     | 提名 |
| 土星獎             | 2003年5月18日  | 最佳奇幻电影                         | 《蜘蛛侠》                                                          | 提名 |
| 土星獎             | 2003年5月18日  | 最佳男主角                           | 托比·马奎尔                                                         | 提名 |
| 土星獎             | 2003年5月18日  | 最佳女主角                           | 克里斯汀·邓斯特                                                     | 提名 |
| 土星獎             | 2003年5月18日  | 最佳导演                             | 山姆·雷米                                                           | 提名 |
| 土星獎             | 2003年5月18日  | 最佳音乐                             | 丹尼·叶夫曼                                                         | 獲獎 |
| 土星獎             | 2003年5月18日  | 最佳特效                             | 约翰·迪克斯特拉、斯科特·斯托克迪克、约翰·弗雷泽和安东尼·拉莫里纳拉  | 提名 |
| 世界电影原声学会奖 | 2002年10月19日 | 年度最佳原创配乐-管弦乐              | 丹尼·叶夫曼                                                         | 提名 |
| 世界特技大奖       | 2003年6月1日   | 最佳打斗                             | 克里斯·丹尼尔斯、扎克·哈德森、小金·卡哈纳、阮明智和马克·亚伦·瓦格纳 | 提名 |
| 青年艺术家奖       | 2003年3月29日  | 最佳家庭故事片-幻想片                | 《蜘蛛侠》                                                          | 提名 |

## 《蜘蛛侠2》（2004年）

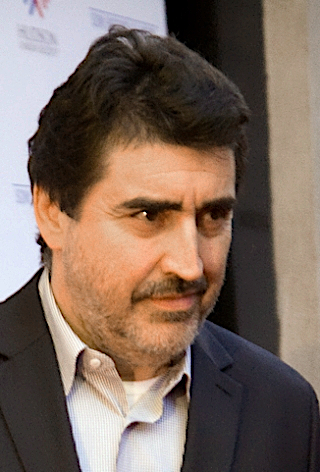
阿尔弗雷德·莫里纳因其对章鱼博士的演绎而获得六项大奖提名。

《蜘蛛侠2》于2004年6月30日在美国上映。该片将重点聚焦于彼得·帕克的内心斗争，在片中他试图在平常人生活和作为蜘蛛侠的责任之间做出选择。他还必须阻止片中的主要反派，因实验失控而变得疯狂的章鱼博士（阿尔弗雷德·莫里纳饰演）对城市和平民造成更大的伤害。《蜘蛛侠2》在上映的第一周并不十分成功，在4152家影院仅获得了8800万美元的票房而位居票房榜首。尽管如此，这部续集还是创下了当时的几项票房纪录，打破了前作创下的有史以来最佳首映日票房纪录。该片最终在全球票房收入超过7.83亿美元，但仍然是三部曲中票房收入最低的。然而，本片也是该系列电影中最受欢迎的一部。电影评论家们认为，第二部的幽默感和动作场面比前一部更好，而且就其类型而言产生的效果“非同寻常的好”。IGN网站的一位编者说，这部电影有“更流畅的故事情节，更多的情感深度，以及一个看起来不那么荒谬的超级反派，《蜘蛛侠2》把这个系列提升到了漫画迷喜欢的角色的所有方面。”该网站还将《蜘蛛侠2》列为2005年史上第三佳超级英雄电影。《时代》杂志在2011年公布的十大超级英雄电影中，这部续集位居第三。
在影片获得的三项奥斯卡提名中，《蜘蛛侠2》最终仅获得了最佳视觉效果奖。在第58届英国电影学院奖上，本片分别获得了音效和视觉效果获得提名。影片本身也赢得了广播电影评论家协会奖的最受欢迎影片的荣誉，并被美国电影学会评为2004年最佳影片之一。本片最终横扫第31届土星奖，获得8项提名，其中4项最终获奖。主演马奎尔和导演雷米分别获得最佳男主角和最佳导演奖，而影片本身被评为2004年最佳奇幻电影。此外，本片在土星奖还获得了最佳编剧、最佳男配角和最佳音乐等奖项的提名。在2005年的MTV电影大奖上，莫里纳又获得了一次提名，这次是最佳反派。另外，本片也在该大奖中获得最佳电影奖提名。另一个表彰莫里纳饰演的章鱼博士一角的奖项是伦敦影评人协会奖，该奖项提名莫利纳为本年度最佳男配角。第十届帝国奖因雷米在《蜘蛛侠2》中出色的导演工作而再次授予其最佳导演奖。本片也因其整体的特技表现获得了1项世界特技大奖，并因特效制作而得到6项视觉效果协会奖提名，最终3项获奖。
| 奖项                 | 获奖日期       | 类别                   | 获提名作品、团队或者个人                                                                                              | 结果 |
| -------------------- | -------------- | ---------------------- | --- | ---- |
| 奥斯卡奖             | 2005年2月27日  | 最佳音效剪辑           | 保罗·N·J·奥托森 | 提名 |
| 奥斯卡奖             | 2005年2月27日  | 最佳音响效果           | 凯文·奥康奈尔、格雷格·拉塞尔、杰弗里·哈布什和约瑟夫·盖辛格                                                            | 提名 |
| 奥斯卡奖             | 2005年2月27日  | 最佳視覺效果           | 约翰·迪克斯特拉、斯科特·斯托克迪克、约翰·弗雷泽和安东尼·拉莫里纳拉                                                    | 獲獎 |
| 美国电影学会奖       | 2005年         | 年度电影               | 《蜘蛛侠2》 | 獲獎 |
| BMI影视奖            | 2005年5月18日  | BMI电影音乐奖          | 丹尼·叶夫曼 | 獲獎 |
| 英国电影学院奖       | 2005年2月12日  | 最佳特效成就奖         | 约翰·迪克斯特拉、斯科特·斯托克迪克、约翰·弗雷泽和安东尼·拉莫里纳拉                                                    | 提名 |
| 英国电影学院奖       | 2005年2月12日  | BAFTA最佳音效奖        | 保罗·N·J·奥托森、凯文·奥康奈尔，格雷格·P·罗素和杰弗里·J·哈博什                                                        | 提名 |
| 英国电影学院奖       | 2005年2月12日  | Orange年度电影         | 《蜘蛛侠2》 | 提名 |
| 广播电影评论家协会奖 | 2005年1月10日  | 最佳家庭电影           | 《蜘蛛侠2》 | 提名 |
| 广播电影评论家协会奖 | 2005年1月10日  | 最受欢迎影片           | 《蜘蛛侠2》 | 獲獎 |
| 美国声音效果协会奖   | 2005年2月19日  | 最佳音效               | 约瑟夫·盖辛格、凯文·奥康奈尔，格雷格·P·罗素和杰弗里·J·哈博什                                                          | 提名 |
| 帝國獎               | 2005年3月13日  | 最佳男主角             | 托比·马奎尔 | 提名 |
| 帝國獎               | 2005年3月13日  | 最佳导演               | 山姆·雷米 | 獲獎 |
| 金预告片奖           | 2004年5月25日  | 2004年夏季大片         | 《蜘蛛侠2》 | 提名 |
| 雨果奖               | 2005年8月7日   | 最佳戏剧表演——长篇     | 《蜘蛛侠2》 | 提名 |
| 伦敦影评人协会奖     | 2005年2月9日   | 年度英国最佳男配角     | 阿尔弗雷德·莫里纳 | 提名 |
| MTV影視大獎          | 2005年6月4日   | 最佳动作场面           | 《蜘蛛侠2》 | 提名 |
| MTV影視大獎          | 2005年6月4日   | 最佳电影               | 《蜘蛛侠2》 | 提名 |
| MTV影視大獎          | 2005年6月4日   | 最佳反派               | 阿尔弗雷德·莫里纳 | 提名 |
| 人民选择奖           | 2005年1月9日   | 最受欢迎电影           | 《蜘蛛侠2》 | 提名 |
| 人民选择奖           | 2005年1月9日   | 最受欢迎银幕情侣组合   | 克里斯汀·邓斯特和托比·马奎尔                                                                                          | 提名 |
| 人民选择奖           | 2005年1月9日   | 最受欢迎续集           | 《蜘蛛侠2》 | 提名 |
| 人民选择奖           | 2005年1月9日   | 最受欢迎反派影星       | 阿尔弗雷德·莫里纳 | 提名 |
| 卫星奖               | 2005年12月17日 | 剧情类最佳男配角       | 阿尔弗雷德·莫里纳 | 提名 |
| 卫星奖               | 2005年12月17日 | 最佳摄影               | 比尔·波普和安妮特·海尔米克                                                                                            | 提名 |
| 卫星奖               | 2005年12月17日 | 最佳DVD Extra          | 《蜘蛛侠2》 | 提名 |
| 卫星奖               | 2005年12月17日 | 最佳电影剪辑           | 鲍勃·莫拉斯基 | 提名 |
| 卫星奖               | 2005年12月17日 | 最佳原创乐谱           | 丹尼·叶夫曼 | 提名 |
| 卫星奖               | 2005年12月17日 | 最佳DVD                | 《蜘蛛侠2》 | 獲獎 |
| 卫星奖               | 2005年12月17日 | 最佳音效（剪辑、混音） | 凯文·奥康奈尔、格雷格·P·罗素、杰弗里·J·哈博什、约瑟夫·盖辛格、保罗·N·J·奥托森和苏珊·杜德克                            | 提名 |
| 卫星奖               | 2005年12月17日 | 最佳视觉效果           | 约翰·迪克斯特拉、斯科特·斯托克迪克、约翰·弗雷泽和安东尼·拉莫里纳拉                                                    | 提名 |
| 土星獎               | 2005年5月3日   | 最佳奇幻电影           | 《蜘蛛侠2》 | 獲獎 |
| 土星獎               | 2005年5月3日   | 最佳男主角             | 托比·马奎尔 | 獲獎 |
| 土星獎               | 2005年5月3日   | 最佳男配角             | 阿尔弗雷德·莫里纳 | 提名 |
| 土星獎               | 2005年5月3日   | 最佳导演               | 山姆·雷米 | 獲獎 |
| 土星獎               | 2005年5月3日   | 最佳编剧               | 阿尔文·萨金特 | 獲獎 |
| 土星獎               | 2005年5月3日   | 最佳音乐               | 丹尼·叶夫曼 | 提名 |
| 土星獎               | 2005年5月3日   | 最佳特效               | 约翰·迪克斯特拉、斯科特·斯托克迪克、约翰·弗雷泽和安东尼·拉莫里纳拉                                                    | 獲獎 |
| 土星獎               | 2005年5月3日   | 最佳DVD特别版发行      | 《蜘蛛侠2》 | 提名 |
| 视觉效果协会奖       | 2005年2月16日  | 年度最佳视觉效果       | 约翰·迪克斯特拉、莉迪亚·波特贡妮、丹·艾布拉姆斯和约翰·莫诺斯                                                          | 提名 |
| 视觉效果协会奖       | 2005年2月16日  | 最佳电影合成影像       | 科林·德罗布尼斯、格雷格·德罗奇、布连恩·肯尼森和肯·林姆                                                                | 獲獎 |
| 视觉效果协会奖       | 2005年2月16日  | 最佳真人电影CG背景     | 丹·艾布拉姆斯、大卫·埃默里、安德鲁·纳劳特和约翰·哈特                                                                  | 獲獎 |
| 视觉效果协会奖       | 2005年2月16日  | 特效电影最佳演员       | 阿尔弗雷德·莫里纳 | 獲獎 |
| 视觉效果协会奖       | 2005年2月16日  | 最佳电影辅助视觉效果   | 约翰·弗雷泽、詹姆斯·D·施瓦姆、詹姆斯·内格尔和大卫·安伯恩                                                              | 提名 |
| 视觉效果协会奖       | 2005年2月16日  | 最佳特效电影视觉效果   | 约翰·迪克斯特拉、莉迪亚·波特贡妮、安东尼·拉莫里纳拉和斯科特·斯托克迪克                                                | 提名 |
| 世界特技大奖         | 2005年9月25日  | 最佳整体特技           | 克里斯·丹尼尔斯和迈克尔·哈根斯                                                                                        | 獲獎 |
| 世界特技大奖         | 2005年9月25日  | 最佳专业特技           | 蒂姆·斯托姆斯、加勒特·沃伦、苏西·帕克、帕特里夏·彼得斯、诺伯·菲利普斯、丽莎·霍伊尔、凯文·L·杰克逊和克莱·多纳休·冯特诺 | 提名 |
| 世界特技大奖         | 2005年9月25日  | 最佳车辆特技           | 泰德·格里菲斯、理查德·伯顿、斯科特·罗杰斯、达林·普雷斯科特和马克·诺比                                                 | 提名 |

## 《蜘蛛侠3》（2007年）

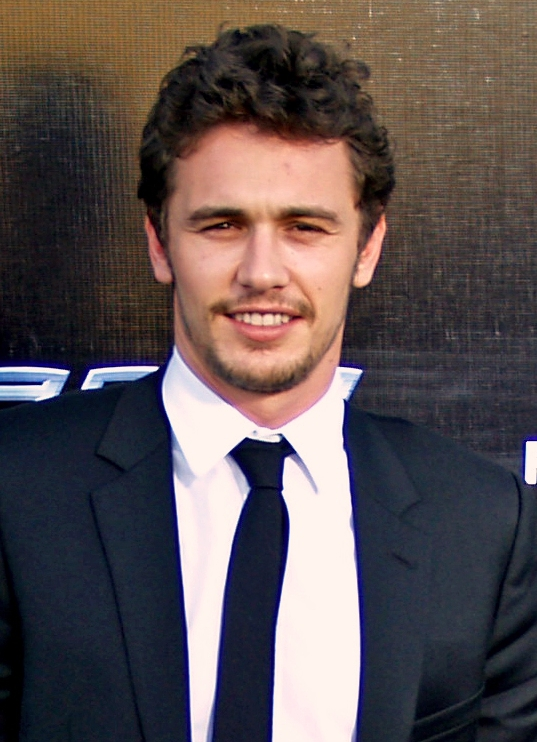
由詹姆斯·弗兰科饰演的哈里·奥斯本为他赢得了MTV电影大奖、土星奖和青少年选择奖的提名。

2007年5月4日，哥伦比亚电影公司在美国发行了电影《蜘蛛侠3》。影片以一个外星共生体开始接近已经成功平衡自己身为蜘蛛侠的角色和普通人生活的彼得·帕克开始。在这之后，彼得先后同一名被共生体控制的报社摄影师（托弗·格雷斯饰演）以及反派角色沙人（托马斯·哈登·丘奇饰演）搏斗。电影评论家们普遍认为本片没有前两部那么精致，而该片也因过多的使用反派角色、浪漫冲突以及较为薄弱的情节处理而受到批评。尽管如此，《蜘蛛侠3》还是超越了前两部影片的首映票房，在4250家影院获得了1.51亿美元的票房收入。
本片在第35届安妮奖和第61届英国电影学院奖都获得了一次提名，前者提名最佳动画效果奖，后者提名最佳视觉特效。而视觉效果协会也给与了《蜘蛛侠3》四项提名。但以上奖项最终都花落别家。邓斯特和马奎尔在片中的表现为他们各自赢得了一项国家电影奖的提名。此外，邓斯特还获得了2008年儿童选择奖最受欢迎女演员的提名。本片还在青少年选择奖获得了7项提名，从最佳电影反派（托弗·格雷斯）到最佳电影舞蹈（马奎尔）和最佳电影接吻（邓斯特和马奎尔共同获得）。
| 奖项           | 获奖日期      | 类别                   | 获提名作品、团队或者个人                                           | 结果 |
| -------------- | ------------- | ---------------------- | ------------------------------------------------------------------ | ---- |
| 安妮奖         | 2008年2月8日  | 最佳动画效果           | 莱恩·兰尼                                                          | 提名 |
| 英国电影学院奖 | 2008年2月10日 | 最佳视觉特效           | 斯科特·斯托克迪克、彼得·诺夫斯、姬苏克·肯·哈恩和斯宾塞·库克        | 提名 |
| 儿童选择奖     | 2008年3月29日 | 最喜欢的电影女演员     | 克里斯汀·邓斯特                                                    | 提名 |
| 最佳预告片奖   | 2007年5月31日 | 最佳暑期大片           | 《蜘蛛侠3》                                                        | 獲獎 |
| MTV电影奖      | 2008年6月1日  | 最佳打斗               | 詹姆斯·弗兰科和托比·马奎尔                                         | 提名 |
| MTV电影奖      | 2008年6月1日  | 最佳反派               | 托弗·格雷斯                                                        | 提名 |
| 国家电影奖     | 2007年9月27日 | 最佳家庭电影           | 《蜘蛛侠3》                                                        | 提名 |
| 国家电影奖     | 2007年9月27日 | 最佳女演员             | 克里斯汀·邓斯特                                                    | 提名 |
| 国家电影奖     | 2007年9月27日 | 最佳男演员             | 托比·马奎尔                                                        | 提名 |
| 人民选择奖     | 2008年1月8日  | 最受欢迎银幕情侣组合   | 克里斯汀·邓斯特和托比·马奎尔                                       | 提名 |
| 人民选择奖     | 2008年1月8日  | 最喜欢的第三部曲       | 《蜘蛛侠3》                                                        | 提名 |
| 土星奖         | 2008年6月24日 | 最佳导演               | 山姆·雷米                                                          | 提名 |
| 土星奖         | 2008年6月24日 | 最佳奇幻电影           | 《蜘蛛侠3》                                                        | 提名 |
| 土星奖         | 2008年6月24日 | 最佳特效               | 斯科特·斯托克迪克、彼得·诺夫斯、斯宾塞·库克和约翰·弗雷泽           | 提名 |
| 土星奖         | 2008年6月24日 | 最佳男配角             | 詹姆斯·弗兰科                                                      | 提名 |
| 青少年选择奖   | 2007年8月26日 | 最佳男主角：动作冒险   | 托比·马奎尔                                                        | 提名 |
| 青少年选择奖   | 2007年8月26日 | 最佳女主角：动作冒险   | 克尔斯汀·邓斯特                                                    | 提名 |
| 青少年选择奖   | 2007年8月26日 | 精选电影：动作冒险     | 《蜘蛛侠3》                                                        | 提名 |
| 青少年选择奖   | 2007年8月26日 | 最佳银幕舞蹈           | 托比·马奎尔                                                        | 提名 |
| 青少年选择奖   | 2007年8月26日 | 最佳银幕接吻           | 克里斯汀·邓斯特和托比·马奎尔                                       | 提名 |
| 青少年选择奖   | 2007年8月26日 | 最佳打斗场面           | 托马斯·哈登·丘奇                                                   | 提名 |
| 青少年选择奖   | 2007年8月26日 | 电影大反派             | 托弗·格雷斯                                                        | 提名 |
| 视觉效果协会奖 | 2008年2月10日 | 年度最佳单人视觉效果   | 斯科特·斯托克迪克、特里·克洛蒂奥克斯、斯宾塞·库克和道格拉斯·布鲁姆 | 提名 |
| 视觉效果协会奖 | 2008年2月10日 | 最佳真人电影CG动画角色 | 克里斯·Y·杨、伯恩德·昂热、多米尼克·切切雷和雷明顿·斯科特           | 提名 |
| 视觉效果协会奖 | 2008年2月10日 | 最佳电影模型           | 伊恩·亨特、斯科特·贝弗利、福瑞斯特·P·菲舍尔和雷·摩尔               | 提名 |
| 视觉效果协会奖 | 2008年2月10日 | 最佳特效电影视觉效果   | 斯科特·斯托克迪克、特里·克洛蒂奥克斯、彼得·诺夫斯和斯宾塞·库克     | 提名 |